# Kölesy Vince Károly
Kölesy Vince Károly (1780 körül – Pécs, 1847. február 8.) természetbúvár, barlangkutató, gazdatiszt, mezőgazdasági szakíró, lexikogáfus.

## Élete
Felsőbb tanulmányait 1806-tól a keszthelyi Georgicon gazdasági intézetében folytatta, majd a pécsi káptalan uradalmi gazdatisztje lett. Legnevezetesebb munkája a Melczer Jakabbal közösen írott Nemzeti Plutarkusa, melyben történeti korszakok szerint csoportosítva hazánk 105 nevezetes személyiségének életrajzát állította össze. 1819-ben bejárta az Abaligeti-barlang főágát és elsőként mérte fel. A barlangról alaprajzot és hosszmetszetet készített, amit a pécsi káptalan levéltárában őriznek. Nyomtatásban csak Schmidl Adolf munkájának mellékleteként 1863-ban jelent meg.

## Művei
- Nemzeti Plutarkus vagy A Magyarország s vele egyesült Tartományok Nevezetes Férfiainak Életleirásaik. Hív forrásokból merítette, s időszakasz szerént előadta. I. kötet. Pest, 1815. Online II-IV. kötet. Uo. 1816. Melczer Jakabbal együtt. Harmadik kötet (Összesen 105 életrajzzal. Négy rézmetszetű arcképpel.) Ugyanez németül is megjelent. Uo. 1815-16. Négy kötet. Erster Band Zweiter Band
- Az újonnan felfedezett Abaligethi barlangnak leírása. Tudományos Gyűjtemény, Pest, 1820.
- Versuch einer Instruction für Herrschaftsbeamte. Pest, 1839. (Nyom. Pécsett.)
- Próbálatja egy útmutatásnak uradalmi tisztek számára. Nagy-Szombat, 1841.

## Emlékezete
- Kölesy Vince nevét viseli az Abaligeten található Kölesy Vince utca. Emlékét őrzi az Abaligeti-barlangnál 1957-ben elhelyezett emléktábla is.

## Képek

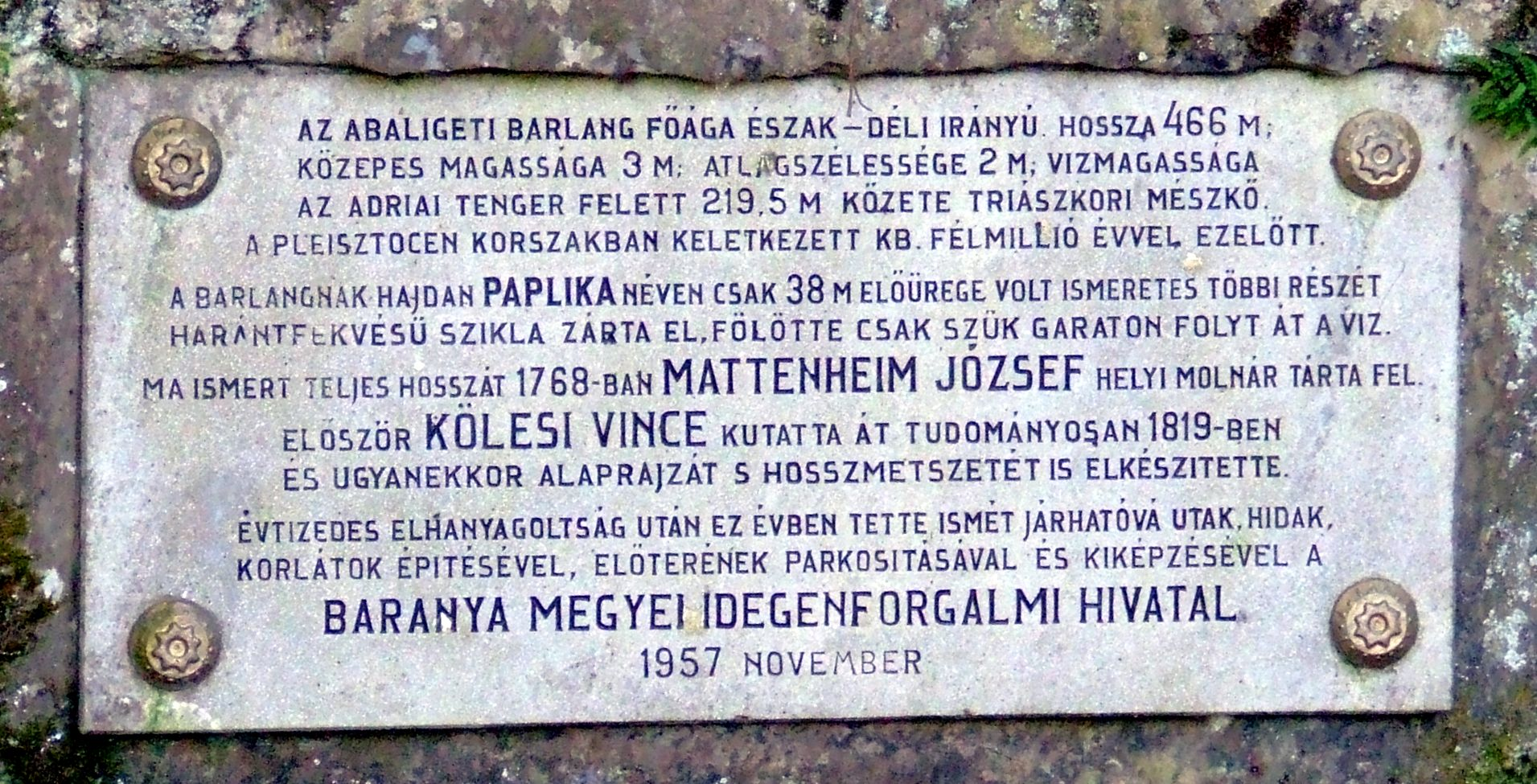
Kölesy Vince Abaligeti-barlangnál elhelyezett emléktáblája
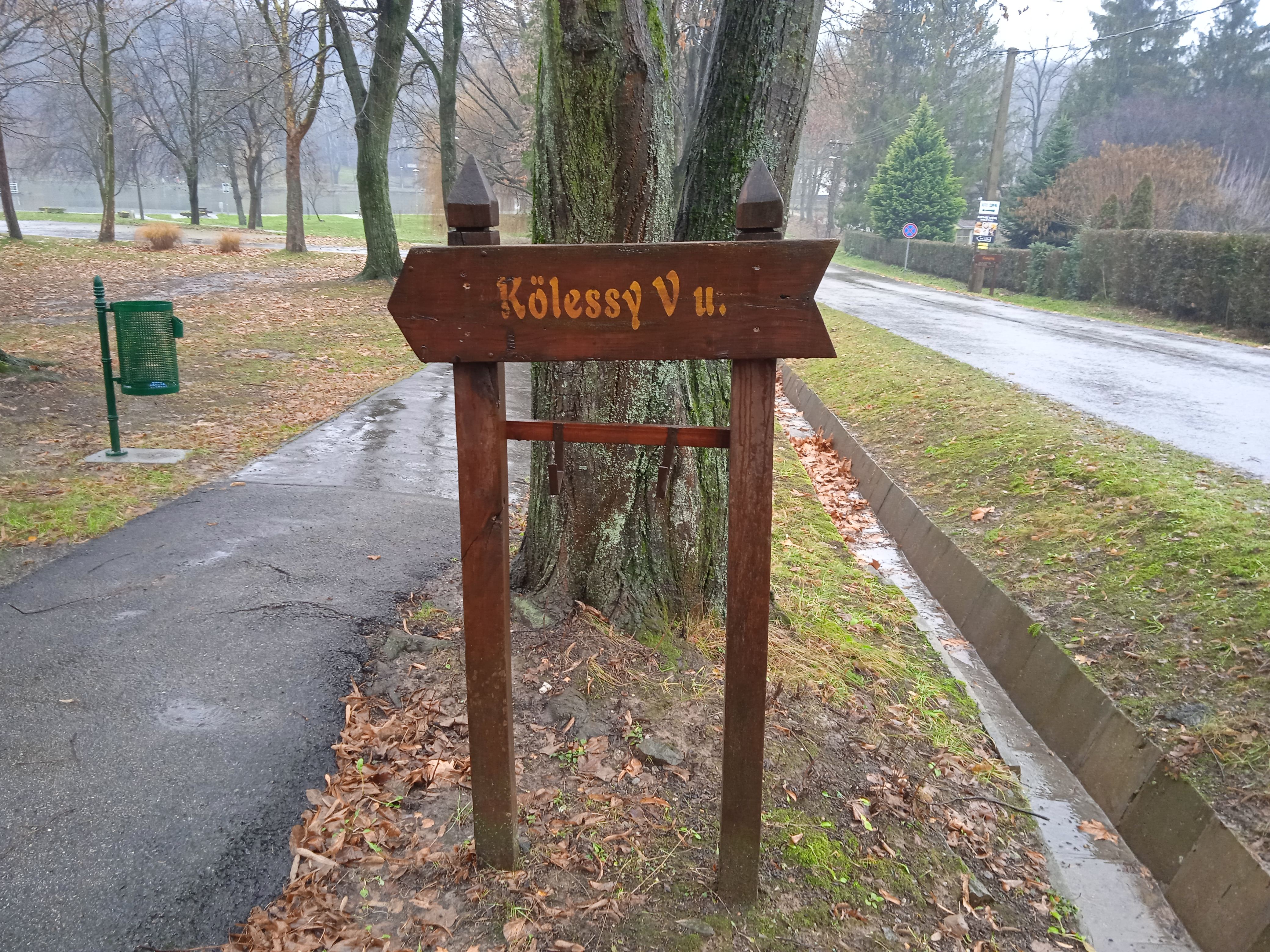
Az Abaligeten található Kölesy Vince utca utcanévtáblája